# Blitar
För andra betydelser, se Blitar (olika betydelser).
Blitar är en stad på östra Java i Indonesien. Den ligger i provinsen Jawa Timur och har cirka 140 000 invånare.